# International Tennis Championships 1998
L'International Tennis Championships 1998, noto anche come Red Clay Championship, è stato un torneo di tennis giocato sulla terra Har-Tru.
È stata la 6ª edizione dell'International Tennis Championships, che fa parte della categoria International Series nell'ambito dell'ATP Tour 1998.
Si è giocato a Coral Springs in Florida, dal 4 al 10 maggio del 1998.

## Campioni

### Singolare
Andrew Ilie ha battuto in finale  Davide Sanguinetti con il punteggio di 7–5, 6–4

### Doppio
Grant Stafford /  Kevin Ullyett hanno battuto in finale  Mark Merklein /  Vincent Spadea con il punteggio di 7–5, 6–4